# Otturatore (armi)

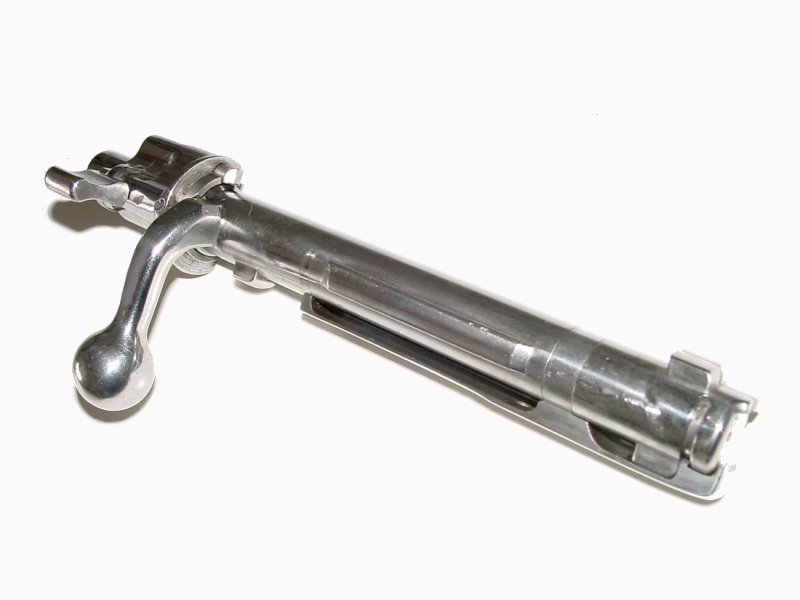
Otturatore manuale di un Karabiner 98 Kurz

L'otturatore è quella parte di qualsiasi arma da fuoco a retrocarica, che serve per chiudere la culatta e resistere alla forza di espansione dei gas durante lo sparo.

## Storia
Con l'invenzione dell'arma da fuoco venne subito anche l'idea del caricamento dalla culatta, sembra che i primi tentativi dell'applicazione della polvere per uso di guerra siano iniziati col caricamento dalla culatta. L'avancarica sarebbe venuta subito dopo, poiché più pratica, dato lo stato rudimentale della meccanica di quei tempi, che trovava più facile fabbricare una canna chiusa ermeticamente da una parte, che non costruire un congegno per chiuderla a volontà.

## Tipologia
Gli otturatori antichi dei cannoni si possono ridurre a tre sistemi:
1. quello vero e proprio che consisteva in una specie di tappo chiudente la canna dalla parte ove era messa la carica, per tenerlo a posto vi erano vari modi, con legature e con cunei;
2. l'otturatore consisteva in una camera o tubo chiuso da una parte, entro il quale si mettevano carica e proiettile, e poi lo si assestava ben premuto contro la culatta aperta della canna, la quale all'atto dello sparo riceveva la pallottola e la indirizzava al segno;
3. consisteva in una specie di coperchio metallico, chiudente un'apertura praticata superiormente e longitudinalmente presso la culatta della canna, entro questa apertura si metteva la carica, poi, sopra, il coperchio otturatore, e infine lo si legava o fissava fortemente, in modo che non avesse da aprirsi all'atto dello sparo.

Tutti questi sistemi, per la scarsa abilità costruttrice di quei tempi, erano pericolosi, lasciando sfuggire i gas e rendevano lento il tiro e non permettevano la costruzione dell'arma da fuoco portatile. Si comprende quindi che fossero abbandonati, e si sia preferito il caricamento ad avancarica, eliminando pressoché completamente tutti gli inconvenienti dell'altro sistema.
Col perfezionarsi della meccanica, si impose il caricamento dalla culatta, e per le artiglierie sorsero tre sistemi di otturatori:
- a cuneo, dove l'otturatore a cuneo scorre normalmente all'asse della canna
- a vite o vitone, dove si avvita longitudinalmente all'asse della canna.
- a tiro rapido a blocco, dove viene manovrato a mezzo di una leva e può muovere lateralmente, in alto, in basso, e indietro, a seconda del sistema, il quale contiene generalmente in sé il congegno di percussione e quello di scatto

Per le armi da fuoco portatili, sorsero gli otturatori:
- a blocco, sono un blocco di metallo che chiude (in vario modo a seconda del sistema di blocco) la culatta dell'arma
- a tabacchiera, sono così chiamati perché chiudono la camera a mezzo di una specie di coperchio che si apre superiormente alla canna
- a camera, hanno in sé la camera per la carica, si aprono a cerniera (avanti e indietro) per poterli caricare e poi vengono riabbattuti per lo sparo
- a cilindro, sono di due specie, o solamente scorrevoli lungo l'asse della canna, o scorrevoli e girevoli

Di tutte queste specie di otturatori, quelli a tabacchiera ed a camera non ebbero fortuna, rimasero quelli a blocco e a cilindro. I primi furono abbandonati al termine del Primo conflitto mondiale, perché troppo deboli, quelli a cilindro, furono preferiti del tipo scorrevole e girevole.
Nelle armi semiautomatiche o automatiche l'otturatore può funzionare a otturatore aperto o chiuso. Nel primo caso, l'arma mantiene l'otturatore e altre parti all'indietro fino allo sparo, quando prende un colpo dal caricatore e lo camera, e dopo lo sparo ritorna alla posizione aperta. L'otturatore chiuso tiene indietreggiato solo il percussore mantenendo l'otturatore chiuso sulla camera da scoppio. Il vantaggio dell'otturatore aperto è la maggior semplicità di produzione, in quanto il percussore è fissato all'otturatore, e l'arma ha un miglior raffreddamento diminuendo il rischio di sparo involontario, e per questo è più spesso usato per le armi automatiche. Gli svantaggi sono una maggior instabilità dell'arma, maggior pericolo di sparo per caduta accidentale, maggior entrata di sporco nell'arma ed una più difficile sincronizzazione per lo sparo attraverso un'elica traente (sulla parte frontale dell'aereo). Per l'otturatore chiuso vi è un minor numero di parti in movimento prima dello sparo e la cartuccia sta più saldamente nella camera di scoppio, migliorando l'accuratezza, soprattutto per armi semiautomatiche, minor ritardo tra la trazione sul grilletto e lo sparo, minor rumore di caricamento per le armi silenziate ed un minor quantitativo di sporco che entra nell'arma. Gli svantaggi sono un maggior surriscaldamento ed una produzione più complessa e costosa. In molte armi da fuoco automatiche e semiautomatiche l'otturatore rimane in posizione arretrata una volta terminati i colpi, anche se ciò non accade per tutte le armi.